# Konopiště
Konopiště je dvorac u Češkoj, 50 kilometara jugoistočno od Praga, u blizini grada Benešova. Dvorac je poznat kao posljednja rezidencija nadvojvode Franje Ferdinanda.
Dvorac je dao izgraditi praški biskup Tobiaš 1280.-tih. kao gotičku utvrdu u stilu francuskog dvorac s pravokutnim tlocrtom i okruglim kulama koje su bile najučinkovitije u obrani. Dokumenti iz 14. stoljeća pokazuju da je vlasnik dvorca obitelj Benešévic iz obližnjeg Benešov, a zatim obitelj Šternberks. Godine 1468.  osvojen je od strane trupe Zdeněka Kostke nakon opsade koja je trajala skoro dvije godine.
Godine 1603., imanje je kupio Dorota Hodějovski od Hodějova, koji je napravio renesansne promjenene na dvorcu. Obitelji Hodějovský oduzet je dvorac zbog aktivnog sudjelovanja u pobuni protiv Habsburgovaca 1620.  godine, te je dodijeljen Albrechtu von Waldsteinu. Poslije dvorcem upravlja Pavel Michna od Vacínova, poznat po represiji kmetova, koji su se pobunili protiv njega i pokorili Konopiště 1627. godine.
Šveđani su zauzeli i opljačkali Konopiště 1648. godine, poslije je obitelj Vrtba kupila trošnu građevinu. Nakon 1725. godine Konopiště je pretvaren u barokni dvorac.  Pokretni most zamijenjen je kamenim mostom. Godine 1746. gornji nivoi četiri tornja su uništeni, a jedan toranj je potpuno srušen.
Nadvojvoda Franjo Ferdinand kupio je Konopiště 1887. Između 1889. i 1894. godine arhitekt Josef Mocker vodio je radove u pretvaranju dvorca u luksuznu rezidenciju pogodnu za budućeg cara.
Od 1921. godine dvorac je u vlasništvu Čehoslovačke a kasnije Češke, jedan je od 90 sličnih nekretnina u državnom vlasništvu. U Konopištu su rođeni Ernst Hohenberg i Sofija Nostitz-Rieneck.

## Vanjske poveznice
- Službena stracnia (engl.)
- Fotografije dvorca (češ.)